# Venă gastrică stângă
Vena gastrică stângă (sau vena coronariană) este o venă care derivă din afluenți care drenează curbura mică a stomacului.

## Anatomie
Vena gastrică stângă se desfășoară de la dreapta la stânga de-a lungul curburii mici a stomacului.  Trece la deschiderea esofagiană a stomacului, unde primește  venele esofagiene.  Apoi se rotește înapoi și trece de la stânga la dreapta în spatele bursei omentale . Se varsă în vena portă lângă marginea superioară a pancreasului. 

## Fiziologie
Vena gastrică stângă drenează sângele dezoxigenat din curbura mică a stomacului.  De asemenea, are rol de colaterală între vena portă și sistemul venos sistemic al esofagului inferior ( vena azygos). 

## Semnificație clinică
Varicele esofagiene și paraesofagiene se dezvoltă în principal pe vena gastrică stângă (datorită inversării fluxului) și de obicei se varsă în sistemul venos azygos / hemiazygos. 